# 薙射
薙射（ていしゃ）は、機関銃、軽機関銃の射法のひとつである。銃口を左右に移動させながら行う射法である。ちしゃとも読む。

## 概要
以下、大日本帝国軍の場合を述べる。
濃密広大な正面を有する大なる目標が瞬間的に現出した場合に行うものとされた。
高低照準を一定させ、照準線を左右に移動しながら射撃する。
通常は正面左端から右端にむかってじょじょに薙（な）ぎ、右端まできたら引鉄を引いたまま、左端にむかい前と同じように薙ぎ、これを反復する。
目標または射撃区域内の濃厚部または重要部を薙射する時は、分隊長は間隔を置いた断続的な射撃を行うべきであるとされた。
通常は、まず一点に対して数発点射を行ない、その弾着によって照準点の基準を定め得て、照準線を目標に沿って移動しながら射撃する。
速度は距離の遠近、目標の状態によるが、脚杆、両肘を移動させず照準線を移動できる正面内に、15発発射するのが標準であるとされた。
号令は「薙ゲー」と掛ける。